# Wilhelm Falley
Wilhelm Falley (Metz, 25 settembre 1897 – Picauville, 6 giugno 1944) è stato un generale tedesco della Wehrmacht durante la seconda guerra mondiale e che venne decorato con la Croce di Cavaliere della Croce di Ferro.

## Biografia
Wilhelm Falley nacque il 25 settembre 1897 a Metz, nella regione della Lorena, zona all'epoca altamente militarizzata per la secolare contesa che permaneva tra Francia e Germania su quei territori. Con la sua cintura fortificata, Metz era allora una delle principali fortezze dell'impero tedesco. Sull'esempio del patriota Julius von Bernuth, il giovane Wilhelm decise quindi di intraprendere la carriera militare.

### La prima guerra mondiale
All'età di 17 anni si presentò come volontario e venne assunto nel 93º reggimento di fanteria, prendendo parte al primo conflitto mondiale come ufficiale subalterno. Come sottotenente del suo reggimento, Falley passò poi al 7º reggimento di fanteria della guardia dal dicembre del 1916. Terminò il conflitto mondiale come ufficiale d'ordinanza in quel reggimento.

### Il periodo tra le due guerre
Terminata la guerra, il tenente Falley decise comunque di proseguire la propria carriera nel Reichswehr. Promosso capitano nel marzo del 1932, nel 1935 venne promosso maggiore e nell'ottobre del 1936 venne nominato istruttore della scuola militare di Monaco di Baviera. Promosso tenente colonnello nell'agosto del 1939, Wilhelm Falley ottenne il comando del 3º battaglione del 238º reggimento di fanteria.

### La seconda guerra mondiale
Con l'inizio delle ostilità del secondo conflitto mondiale, Falley divenne comandante del 433º reggimento di fanteria e poi del 4º reggimento di fanteria dal 21 aprile 1941. Falley venne decorato per il proprio coraggio con la croce di cavaliere della croce di ferro il 26 novembre del 1941. Promosso colonnello nel febbraio del 1942, Wilhelm Falley venne nominato comandante di una scuola per ufficiali nel giugno del 1943. Maggiore generale dal dicembre del 1943, venne promosso tenente generale nel maggio del 1944. Assunse durante questo periodo diversi comandi, venendo nominato comandante della 91ª Luftlande Infanterie-Division nell'aprile del 1944. Questa unità dipendeva all'epoca dalla 7ª armata del generale Friedrich Dollmann, integrata al gruppo d'armate del feldmaresciallo Erwin Rommel.
Con lo sbarco in Normandia, Wilhelm Falley fu il primo generale tedesco a cadere nello scontro che ne seguì coi diversi suoi uomini. Coadiuvato dal tenente colonnello Joachim Bartuzat, si stava portando il 5 giugno a Rennes, da dove avrebbe dovuto partecipare ad un incontro con altri ufficiali a Picauville. Falley rimase ucciso in un'imboscata tesagli dagli uomini dell'82ª Airborne Division americana lungo un sentiero di campagna proprio dietro il muro esterno del quartier generale della 91ª divisione di fanteria tedesca, posto presso il castello di Bernaville, a Picauville, a sudovest di Sainte-Mère-Église.
La 91. Divisione da sbarco aereo rimase senza il suo generale nel momento cruciale e ciò compromise l'organizzazione del contracco della 91. divisione da sbarco il 6 giugno 1944, in particolare l'attacco venne effettuato senza artiglieria.
Wilhelm Falley e Joachim Bartuzat, entrambi caduti nell'imboscata, riposano oggi nel cimitero militare tedesco d'Orglandes.

## Opere
Wilhelm Falley, Kurt Wilhelm Uebe, Das verstärkte Bataillon : Führungsgrundlagen und Befehlsbeispiele, Berlino, 1942